# George Cary (Architekt)
George Cary (* 25. März 1859 in Buffalo; † 5. Mai 1945  ebenda) war ein US-amerikanischer Architekt.

## Leben
George Cary war eines von sieben Kindern von Dr. Walter Cary. Er studierte in Harvard und an der Columbia University, wo er 1885 einen Abschluss mit dem Master of Philosophy erzielte. Danach sammelte er erste Erfahrungen bei McKim, Mead, and White und zog dann zum weiteren Studium nach Paris. George Cary wurde dort an der École des beaux-arts ausgebildet; zu seinen Lehrern gehörte Honoré Daumet. 1891 ließ er sich in seiner Heimatstadt als selbstständiger Architekt nieder; seine Adresse bis zu seiner Eheschließung lautete 184 Delaware Avenue. 1908 heiratete er Allithea Birge.

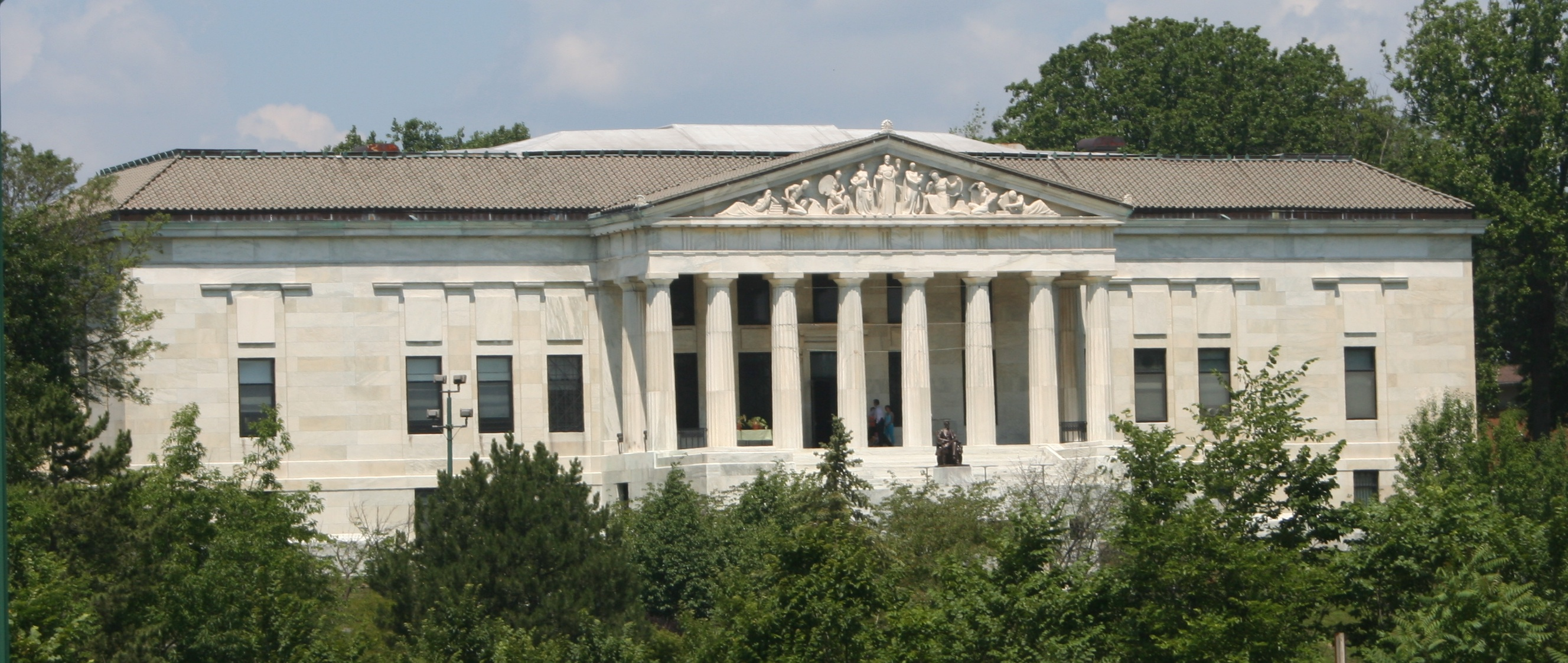
Sitz der Buffalo and Erie County Historical Society

Nach seinen Plänen wurde das städtische Hospital in Buffalo errichtet, ebenso die Zahnärztliche Hochschule und weitere Universitätsgebäude. Ferner plante er ein Verwaltungsgebäude für die Pierce-Arrow Motor Car Company, das in den Jahren 1906/07 auf dem Grundstück 1695 Elmwood Avenue errichtet wurde. Er entwarf außerdem zahlreiche Villen und Wohnhäuser. Bauten nach Carys Plänen wurden unter anderem auch in Washington, Omaha und Muskoka errichtet. Darunter befindet sich das Winterquartier des Ehepaars Herbert und Martha Wadsworth in der Massachusetts Avenue in Washington, das 1902 gebaut wurde. Martha Wadsworth nahm für sich in Anspruch, als Schöpferin des Hauses zu gelten, doch ist nachgewiesen, dass Cary für das Bauwerk verantwortlich zeichnete, das im National Register of Historic Places aufgeführt ist.
Von den Bauwerken, die Cary für die Pan-American Exposition gestaltete, die 1901 in Buffalo abgehalten wurde, blieb nur der ehemalige New York State Pavilion erhalten. Er beherbergt die Buffalo and Erie County Historical Society.
Cary starb nach kurzer Krankheit in seinem selbst entworfenen Haus in Buffalo, 460 Franklin street, und wurde auf dem Forest Lawn Cemetery bestattet.